# 魯德基

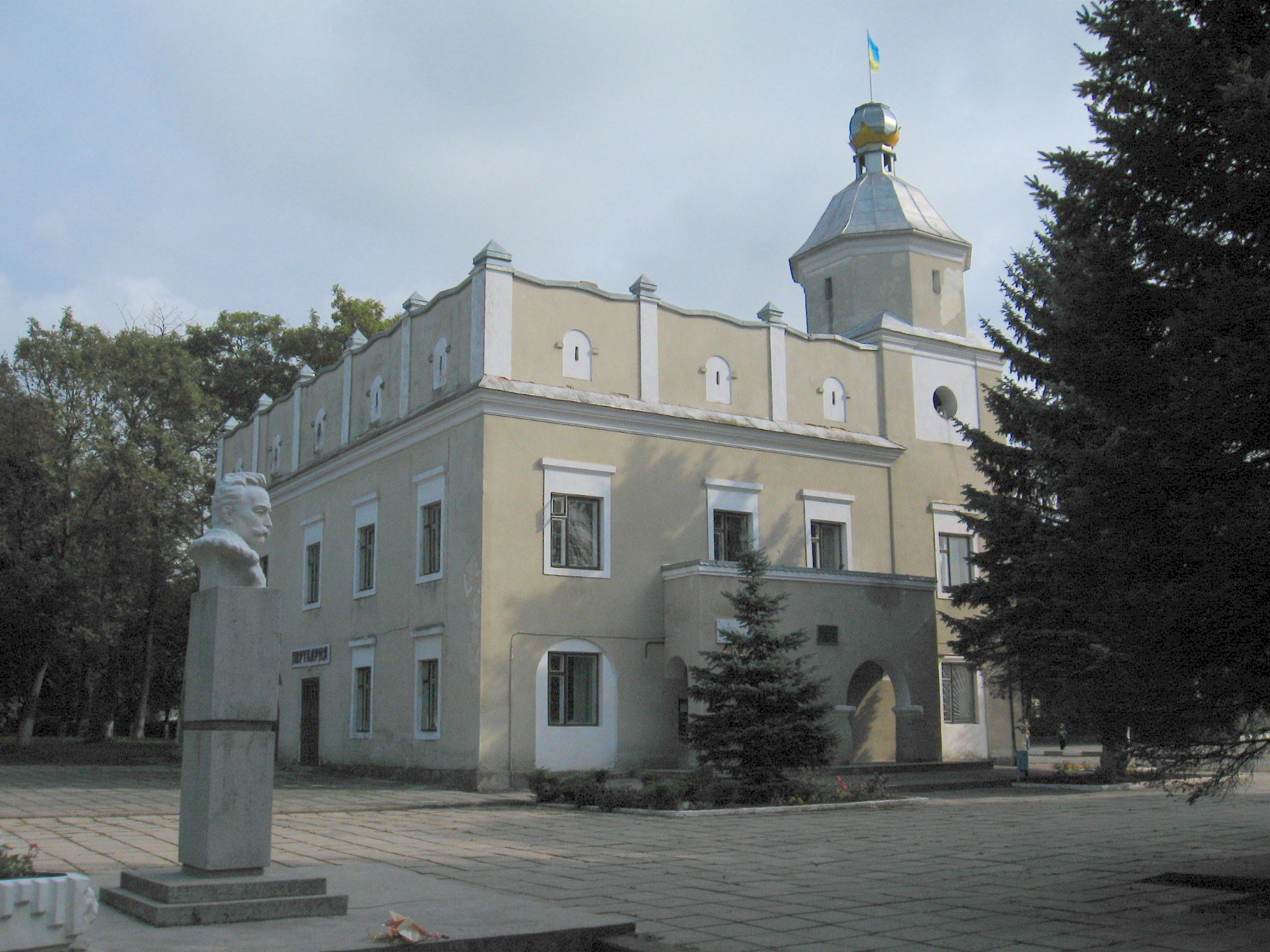
市政厅

魯德基（羅馬化：Rudky）是烏克蘭西部利沃夫州桑比爾區鲁德基市镇内的城市及其行政中心。距離州府利維夫42公里，毗鄰與波蘭接壤的邊境，始建於1472年，面積3.8平方公里，2011年人口5,408。